# Eduardo Samán
Eduardo Samán Namel (Caracas, Venezuela, 1964) es un político y especialista en propiedad intelectual venezolano. Es un funcionario público y profesor de profesión farmacéutico, que perteneció al Partido Socialista Unido de Venezuela (PSUV) hasta julio de 2017, fecha en la renuncia a dicho partido para unirse a las filas de Patria Para Todos (PPT).
Samán encabezó sucesivamente la administración del Servicio Autónomo de la Propiedad Intelectual (SAPI), del Servicio Autónomo de Normalización, Calidad, Metrología y Reglamentos Técnicos (Sencamer), y del Instituto para la Defensa de las Personas en el Acceso a los Bienes y Servicios (Indepabis). Alcanzó en 2009 el cargo de Ministro de Comercio.

## Biografía
Samán es hijo de inmigrantes sirios, creció en la zona de Catia ubicada en la Parroquia Sucre de Caracas.
Estudió Farmacia en la Universidad Central de Venezuela (UCV) especializándose en Análisis de Medicamentos y luego hizo un postgrado en Química de Medicamentos.  En la Facultad de Farmacia de la UCV se desempeña como profesor de química general.

## Carrera política
Ha sido militante de la izquierda venezolana desde joven lo que le llevó a participar en diferentes actividades a favor de las luchas estudiantiles. A partir del año 2002 se ha desempeñado como servidor público ejerciendo funciones como director de la oficina nacional de registro de derechos de propiedad intelectual (Servicio Autónomo de Propiedad Intelectual, SAPI), donde realizó gestiones por una nueva ley que rija la materia. El proyecto promovía, entre otras cuestiones, considerar las patentes como una concesión y no como un título de propiedad.
En marzo de 2006 fue designado director del Servicio Autónomo Nacional de Normalización, Calidad, Metrología y Reglamentos Técnicos (SENCAMER). Una de sus primeras gestiones dentro de esta institución fue la excluir a Venezuela de la Organización Internacional de Normalización (ISO), por ser considerado un organismo excluyente que imponía restricciones a las empresas pequeñas, siendo que estas no podían competir en igualdad de condiciones para adaptar su producción a los estándares internacionales.
En 2008 fue designado Director del Instituto para la Defensa y Educación del Consumidor (INDECU), ese mismo año promovió el cambio de nombre a la institución, pasando a llamarse Instituto para la Defensa de las Personas en el Acceso a Bienes y Servicios (INDEPABIS), para ir en concordancia con la nueva Ley para la Defensa de las Personas en el Acceso a los Bienes y Servicios.
En marzo de 2009 asume en el Ministerio del Poder Popular para el Comercio, órgano central de las direcciones en las que estuvo a cargo durante muchos años, ese mismo año promovió en el mes de diciembre la primera Arepera Socialista de Venezuela, ubicada en un pasadizo subterráneo de la avenida Bolívar de Caracas, entre Bellas Artes y Parque Central. Esta iniciativa representaba una propuesta donde las personas comerían primero y luego cancelaban lo que podían pagar, fomentando así la creación de conciencia socialista.
El objetivo fundamental durante su gestión dentro de dicho ministerio era establecer un nuevo método de comercio, de características socialistas, para regular los precios y ofrecer una alternativa económica en productos alimenticios, electrodomésticos y de vestimenta, para así combatir y neutralizar la especulación.
A raíz de algunos actos de corrupción cometidos por algunos funcionarios en junio de 2013, fue nombrado por el presidente Nicolás Maduro como Presidente del Instituto para la Defensa de las Personas en el Acceso a los Bienes y Servicios (Indepabis) cargo que ya había ocupado entre 2008 y 2010.
Fue candidato a la Alcaldía del Municipio Bolivariano Libertador, en los comicios que se realizaron el pasado 10 de diciembre de 2021, no logrando alcanzar la victoria electoral pero acumulando un total de más de 41.000 votos a través de los partidos: Partido Comunista de Venezuela (PCV), Movimiento Electoral del Pueblo (MEP) y Patria Para Todos (PPT).